# Перепелиця Володимир Іванович
Володи́мир Іва́нович Перепели́ця (31.05.1967 — 09.03.2022) — молодший сержант Збройних сил України, учасник російсько-української війни, що трагічно загинув під час російського вторгнення в Україну.

## Життєпис
Народився 31 травня 1967 року в місті Черкаси.
Учасник АТО/ООС. У званні старшого солдата нагороджений орденом «За мужність» ІІІ ступеня (2016).
Під час російського вторгнення в Україну 2022 року — снайпер відділення 81-ї окремої аеромобільної бригади. У ході боїв за місто Ізюм Харківської області завдяки його подвигу група снайперів залишилася на своїх позиціях, зберегла свою боєздатність та й далі успішно знищувала ворожу піхоту, що наступала. У ДШВ ЗСУ також розповіли, що влучним снайперським вогнем Перепелиця подавлював натиск рашистських військ, прикриваючи побратимів, які витягували з поля бою поранених військовослужбовців. Також він корегував вогонь артилерії, що дало змогу знищити декілька танків та особовий склад противника — ворожі колони так і не дійшли до позицій основних сил українських підрозділів. Навіть зазнавши важкого поранення, воїн і далі прикривав побратимів снайперським вогнем.
Загинув 9 березня 2022 року поблизу міста Ізюм від ворожих обстрілів із БМ-21 «Град». Нагороджений орденом «За мужність» ІІ ступеня (посмертно).
Похований у місті Черкаси.

## Нагороди
- орден «За мужність» II ступеня (2022, посмертно) — за особисту мужність і самовіддані дії, виявлені у захисті державного суверенітету та територіальної цілісності України, вірність військовій присязі[3].
- орден «За мужність» III ступеня (2016) — за особисту мужність і високий професіоналізм, виявлені у захисті державного суверенітету та територіальної цілісності України, вірність військовій присязі[4].